# 御薗橋通

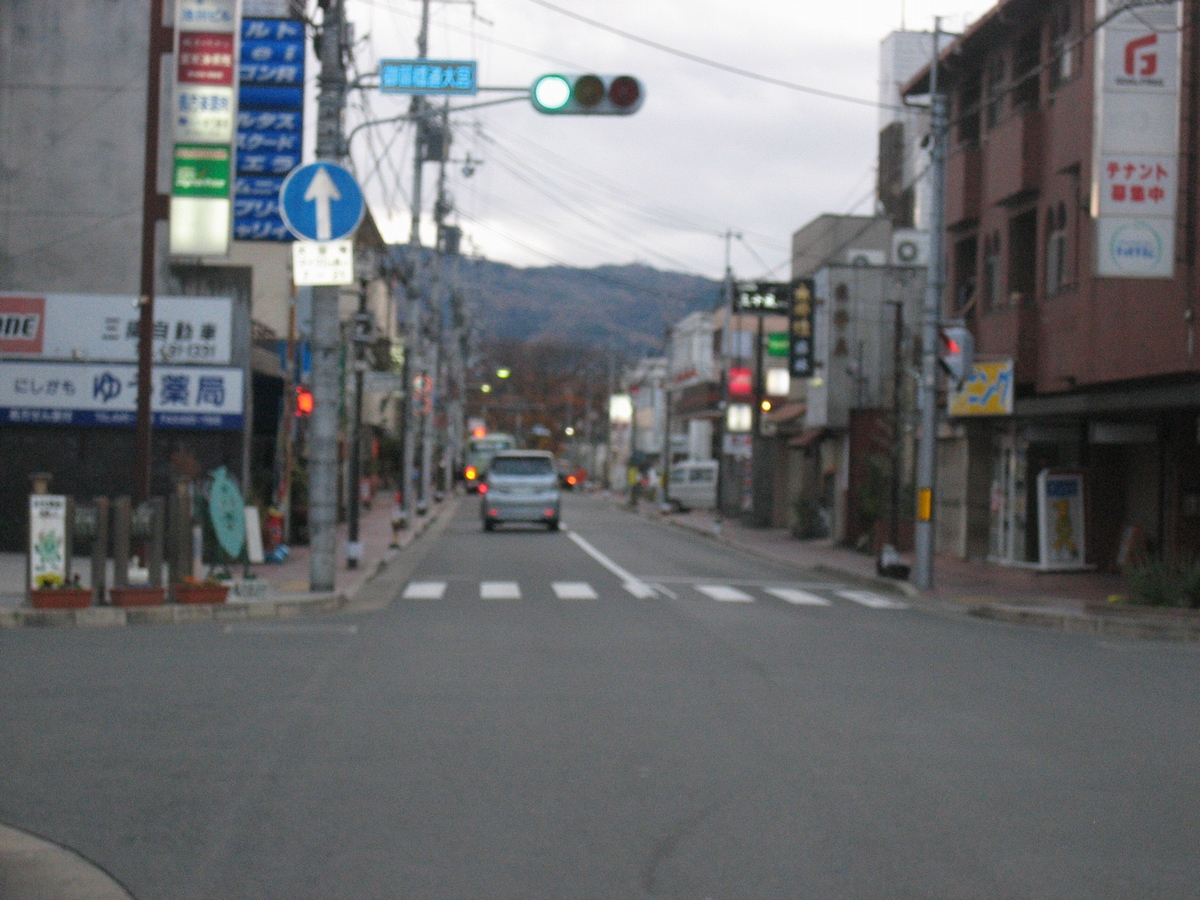
御薗橋通

御薗橋通（みそのばしどおり）は、京都市北区を通る東西の通りの一つである。

## 概要
東は御薗橋を、西は紫竹西通を、それぞれ起終点とする。御薗橋東詰以東は御薗橋通ではなく上賀茂本通と呼ばれる。架け替えにより4車線化される御薗橋以外は全線を通じて往復2車線である。京都市営バス西賀茂営業所に近く、管轄のバス路線が複数設定されているほか、御薗橋801商店街各店舗への来店、上賀茂神社への参拝ならびに加茂街道、堀川通への通過車両により、御薗橋付近を中心として交通量が多い。
全域が近隣商業地域である御薗橋西詰以西は、近隣地域における主要な生活道路として機能している。

## 名前の由来
鴨川（賀茂川）に架かる御薗橋に由来している。近代まで、この周辺は見渡すかぎりの田園風景が広がっていた。1935年に土地区画整理事業が実施され、風景が大きく変化していった。とはいえ、当初の御薗橋通は砂利道で、住宅が点在する程度に過ぎなかった。その後、通りが舗装されるとともに、住宅が立ち並んで人口が急激に増加し、今日に至っている。

## 御薗橋801商店街

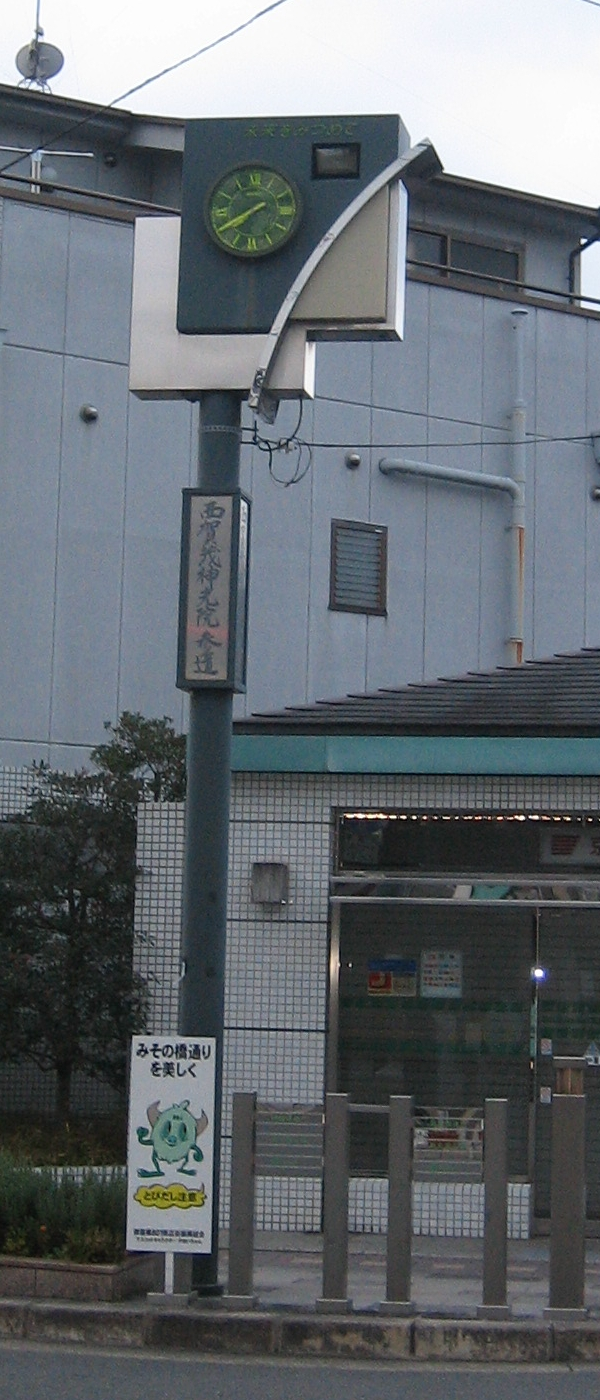
御薗橋通のシンボル「時計台」

御薗橋通に立ち並ぶ商店によって、御薗橋801商店街が結成されている。この商店街の、御薗橋通の活性化への寄与は大きい。通りのシンボルとなる時計台や、案内プレートを設置したほか、マスコットキャラクター801ちゃんを前面に用いて、積極的な広報活動を行っている。

## 沿線の主な施設
- 上賀茂神社
- 御薗橋

## 交差する道路など
- 京都府道61号京都京北線
- 加茂街道 （京都府道38号京都広河原美山線）
- 大宮通 （新大宮通）
- 大徳寺通 （旧大宮通）
- 船岡東通
- 紫竹西通